# Casa do Carboal
Casa do Carboal é uma casa solarenga do século XVII, na freguesia de Covas, município de Vila Nova de Cerveira daí ser conhecida igualmente por Casa de Covas.
Instituído em morgado por Manuel Pereira Bacelar, por escritura que fez a 4 de Outubro de 1691, cujo 1.º administrador do vínculo terá sido Carlos Malheiro Pereira Bacelar, Mestre de Campo, Comendador da Ordem de Cristo, Governador das Praças de Vila Nova de Cerveira e Monção e também senhor do Morgado da Boa Vista da Enxertada e que tinha militado com valor na Guerra da Restauração.
Nas Memórias Paroquiais de 1758, refere que era legitimo possuidor Manuel Carlos Bacelar, fidalgo escudeiro da Casa Real.
É para Carlos de Azevedo, em «Solares portugueses», um “belo exemplo de residência do último quartel do século XVII repetindo um tipo de casa muito difundido no Norte e que remonta ao final da Idade Média”.